# Mohammed Mochber

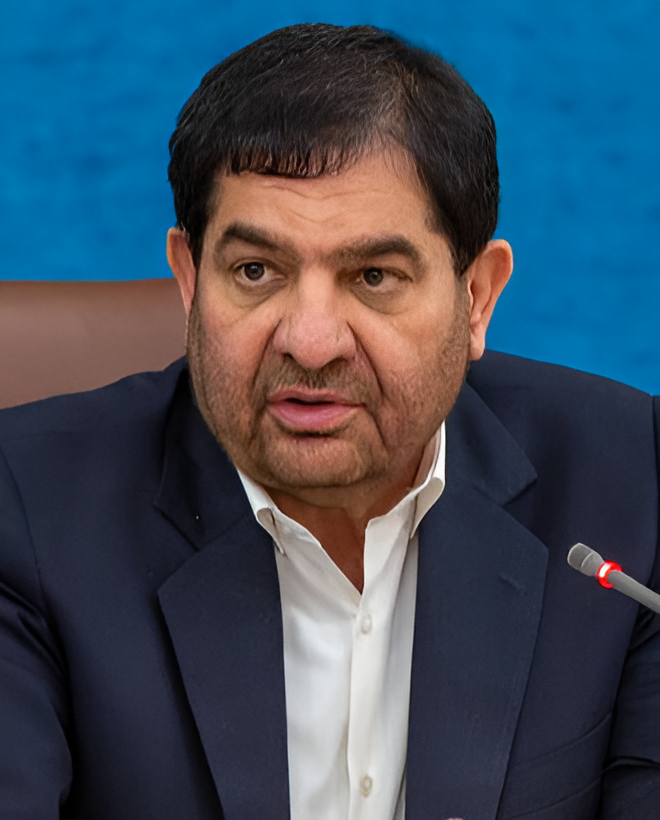
Mohammed Mochber (2023)

Mohammed Mochber (persisch محمد مخبر Mohammad Mochber, auch Mokhber; * 26. Juni 1955 in Dezful) ist ein iranischer Politiker und war von Mai bis Juli 2024 übergangsweise Präsident des Iran.
Er wurde am 8. August 2021 zum 7. Vizepräsidenten des Iran ernannt. Ab dem 19. Mai 2024 war er nach dem bei einem Hubschrauberabsturz getöteten bisherigen Amtsinhabers Ebrahim Raisi der kommissarische Präsident des Iran und somit zweitmächtigster Politiker hinter Ajatollah Ali Chamenei.
Er wurde nach der Präsidentschaftswahl im Iran 2024 im Juli 2024 vom neugewählten Massud Peseschkian abgelöst.
Mochber besitzt einen Doktorgrad für internationales Recht. Vor seiner Amtszeit als Vizepräsident des Iran leitete Mochber ab 2007 das Investmentkonglomerat Setad – das Hauptquartier für die „Ausführung des Befehls des Imams“, eine der größten Wirtschaftskörperschaften des Iran.
2010 wurde er wegen Beteiligung an „nuklearen oder ballistischen Raketenaktivitäten“ von der Europäischen Union für zwei Jahre auf eine Sanktionsliste von Personen und Einrichtungen gesetzt.
Der FAZ zufolge „war er jahrelang eine Schlüsselfigur in Irans sogenannter Widerstandsökonomie“, zu seinen Aufgaben gehörte „die Wirkung der internationalen Sanktionen abzufedern, die treuesten Unterstützer des Regimes mit Pfründen zu belohnen und die Finanzierung der Freiwilligenmiliz Basidsch sicherzustellen.“ Er nahm jahrelang eine führende Position in der gemeinnützige Bonyad Mostazafan Foundation wahr, dem zweitgrößten Handelsunternehmen des Iran, und leitete auch die dazu gehörende Sina Bank. Im Oktober 2022 sagten Mochber und weitere Vertreter Teherans Russland bei einer Moskau-Reise Drohnen und Boden-Boden-Raketen – konkret Fateh-110, Zolfaghar-Raketen und Drohnen vom Typ Meraj-521 – für den Einsatz im Ukraine-Krieg zu.

## Persönliches
Mohammed Mochber hat einen Sohn, Sadschad Mochber. Seine Tochter Tayyebeh Mochber bekam Ende 2020 (während der COVID-19-Pandemie) überregionale Aufmerksamkeit, als sie medienwirksam „als Erste“ den Corona-Impfstoff COVIran Barekat verabreicht bekam.